# 苔灘郡
苔灘郡（テタンぐん）は朝鮮民主主義人民共和国黄海南道に属する郡。

## 地理
黄海南道西南部にあり、黄海の大東湾を抱える。西に長淵郡・龍淵郡、南に甕津郡、東に碧城郡、北に三泉郡と隣接する。

## 行政区画
1邑・15里を管轄する。
- 苔灘邑（テタヌプ）
- 公税里（コンセリ）
- 苽山里（クァサンニ）
- 基岩里（キアムニ）
- 代陣里（テジンニ）
- 柳亭里（リュジョンニ）
- 牧甘里（モッカムニ）
- 茂山里（ムサンニ）
- 釜洋里（プヤンニ）
- 三峯里（サムボンニ）
- 城南里（ソンナムニ）
- 水洞里（スドンニ）
- 玉岩里（オガムニ）
- 雲山里（ウンサンニ）
- 芝村里（チチョンニ）
- 鶴践里（ハクチョンニ）

## 歴史
1952年の北朝鮮の地方行政区画再編により、長淵郡・碧城郡の一部が分割されて構成された。

### 年表
この節の出典
- 1952年12月 - 郡面里統廃合により、黄海道長淵郡牧甘面・速達面・候南面、碧城郡代車面および雲山面・壮谷面・茄川面の各一部、甕津郡甕津面の一部、松禾郡桃源面の一部地域をもって、苔灘郡を設置。苔灘郡に以下の邑・里が成立。(1邑18里)
  - 苔灘邑・牧甘里・鶴践里・三峯里・広灘里・基岩里・城南里・釜洋里・香草里・院村里・古県里・芝村里・雲山里・柳亭里・義挙里・代陣里・隠洞里・玉岩里・谷井里
- 1953年12月 - 三泉郡公税里を編入。(1邑19里)
- 1954年10月 - 黄海道の分割により、黄海南道苔灘郡となる。(1邑19里)
- 1956年9月 (1邑19里)
  - 玉岩里・隠洞里の各一部が合併し、水洞里が発足。
  - 隠洞里が甕津郡に編入。
- 1958年 - 城南里の一部が苔灘邑に編入。(1邑19里)
- 1961年3月 (1邑15里)
  - 谷井里・香草里・院村里・古県里が龍淵郡に編入。
  - 公税里・鶴践里の境界線を調整。
- 1981年 - 城南里の一部が苔灘邑に編入。(1邑15里)
- 1991年11月 - 義挙里が苽山里に改称。(1邑15里)
- 1992年 - 広灘里が茂山里に改称。(1邑15里)